# 高峰 (南卡罗来纳州)
高峰（英文：Peak）是美国南卡罗来纳州下属的一座城市。城市类型是“Town”。其面积大约为0.39平方英里（1.01平方公里）。根据2010年美国人口普查，该市有人口64人，人口密度约为每平方 英里164.1人（约合每平方公里63.36人）。